# Callulina hanseni
Espèce
Statut de conservation UICN

 CR B1ab(iii) : 
En danger critique
Callulina hanseni est une espèce d'amphibiens de la famille des Brevicipitidae.

## Répartition
Cette espèce est endémique de Tanzanie. Elle se rencontre vers 1 790 m d'altitude dans les monts Nguru.

## Étymologie
Cette espèce est nommée en l'honneur de James E. Hansen.

## Publication originale
- Loader, Gower, Müller & Menegon, 2010 : Two new species of Callulina (Amphibia: Anura: Brevicipitidae) from the Nguru Mountains, Tanzania. Zootaxa, no 2694, p. 26-42.